# Tahar Ben Jelloun
Tahar Ben Jelloun (ur. 1 grudnia 1944 w Fezie) – marokański pisarz, tworzący w języku francuskim, uważany za jednego z najważniejszych przedstawicieli literatury frankofońskiej Maghrebu.
W wieku 18 lat Jelloun przeprowadził się z rodzimego Fezu do Tangeru, gdzie uczęszczał na zajęcia we francuskim gimnazjum. W 1963 rozpoczął studia filozoficzne na uniwersytecie w Rabacie. Po ukończeniu nauki wyjechał do Francji, gdzie w 1975 obronił doktorat. 
Ben Jelloun jest autorem wielu powieści, napisał m.in. powieść Święta noc (oryg. La Nuit Sacrée), wyróżnioną w 1987 Nagrodą Goncourt. W 2004 za powieść To oślepiające, nieobecne światło (oryg. Cette aveuglante absence de lumière) Ben Jelloun otrzymał nagrodę Impac (International Impac Dublin Literary Award).
Zasiadał w jury konkursu głównego na 57. MFF w Wenecji (2000).
Ben Jelloun mieszka wraz z żoną i czworgiem dzieci w Paryżu.
W przekładzie na język polski ukazały się powieści Dziecko z piasku; Święta noc w przekładzie Małgorzaty Cebo, Warszawa 1990 (te powieści ukazały się także w tłumaczeniu Jacka Giszczaka: Dziecko piasku, Kraków 2013 i Święta noc, Kraków 2014), powieść To oślepiające, nieobecne światło w przekładzie Małgorzaty Szczurek, Kraków 2008, powieść O mojej matce (Sur ma mère) w przekładzie Jolanty Kozłowskiej, Warszawa 2010 a także drobne dzieła Ben Jellouna, opublikowane m.in. na łamach Literatury na Świecie (nr 11–12/2003).

## Publikacje

### Powieści
- Harrouda (1973)
- La Réclusion solitaire (1976)
- Moha le fou, Moha le sage (1978)
- L’Écrivain public (1983)
- L’Enfant de sable (1985) – wyd. pol. Dziecko piasku, tłum. M. Cebo, Warszawa 1990; tłum. J. Giszczak, Kraków 2013
- La Nuit sacrée (1987) – wyd. pol. Święta noc, tłum. M. Cebo, Warszawa 1990; tłum. J. Giszczak, Kraków 2014
- Jour de silence a Tanger (1990)
- Les Yeux baissés (1991)
- L’Homme rompu (1994)
- Cette aveuglante absence de lumière (2001) – wyd. pol. To oślepiające, nieobecne światło, przeł. M. Szczurek, Kraków 2008
- La Belle au bois dormant (2004)
- Le Dernier Ami (2004)
- Partir (2005)
- Au pays (2009)
- Le Bonheur conjugal (2012)

### Zbiory poezji
- Hommes sous linceul de silence (1971)
- Cicatrices du soleil (1972)
- Le Discours du chameau (1974)
- Grains de peau (1974)
- Les Amandiers sont morts de leurs blessures (1976)
- À l’insu du souvenir (1980)

### Prace krytyczne
- Hospitalité francaise: racisme et immigration maghrebine (1984)
- Le Racisme expliqué à ma fille (1998)
- L’Islam expliqué aux enfants (2002) – wyd. pol. Co to jest islam? Książka dla dzieci i dorosłych, przeł. H. Sobieraj, D. Zańko, Kraków 2015